# Mikrofale

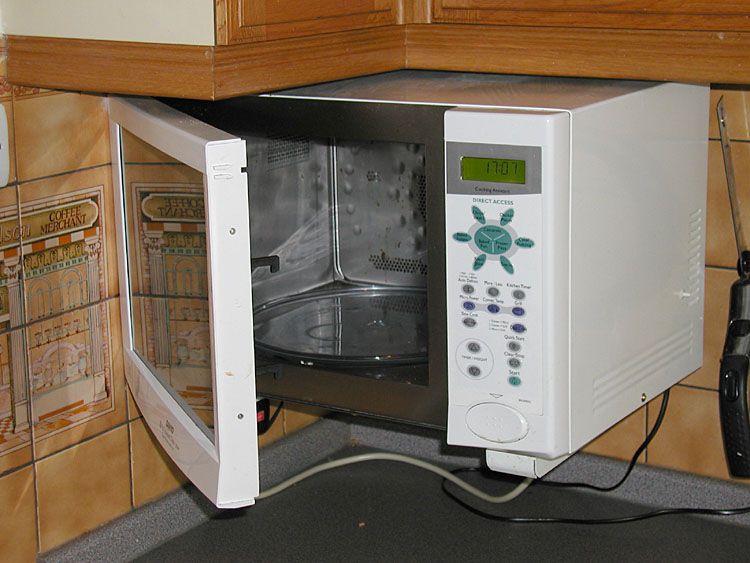
Kuchenka mikrofalowa wykorzystuje mikrofale do podgrzewania żywności

Mikrofale – promieniowanie elektromagnetyczne o długości fali pomiędzy podczerwienią a falami ultrakrótkimi. Zaliczane są do fal radiowych. W różnych opracowaniach spotyka się różne zakresy promieniowania uznawanego za promieniowanie mikrofalowe, przykładowo od 1 mm (częstotliwość 300 GHz) do 30 cm (1 GHz), częstotliwość = 3·109 ÷ 3·1012 Hz, a długości λ = 10−4 ÷ 0,1 m. Ten zakres pokrywa również pasma UHF oraz EHF (fale milimetrowe).
Istnienie fal elektromagnetycznych, którymi są też mikrofale, przewidział jako wniosek z równań sformułowanych przez siebie James Clerk Maxwell w 1864 roku. Doświadczenia, przeprowadzone przez H. Hertza, wykazujące istnienie fal elektromagnetycznych, wysyłane i odbierane w tych doświadczeniach fale były w zakresie UHF zaliczanym do mikrofal. Rozwój techniki i teorii mikrofal nastąpił dopiero w latach 30. XX w okresie prac nad radarami.
W elektronice stosowanie sygnałów o częstotliwościach mikrofalowych oznacza, że rozmiary urządzenia (w najprostszym przypadku falowodu) są zbliżone do długości fali przenoszonego sygnału i opis obwodu przy pomocy elementów skupionych nie jest wystarczająco dokładny. W związku z tym w praktyce odchodzi się od stosowania klasycznych elementów dyskretnych (takich jak rezystory, kondensatory, cewki indukcyjne) używanych przy mniejszych częstotliwościach.

## Pochłanianie mikrofal
Promieniowanie mikrofalowe jest pochłaniane przez materię na dwa sposoby. Pierwszym z nich jest zjawisko strat dielektrycznych, głównie na skutek polaryzacji orientacyjnej (dipolowej). Jeśli w materiale są cząsteczki chemiczne będące dipolami, to w wyniku działania pola elektrycznego fali elektromagnetycznej starają się ustawić zgodnie z kierunkiem i zwrotem tego pola. Pole elektryczne przekazuje dipolom energię, która jest następnie rozpraszana w materiale w postaci ciepła. Mechanizm polaryzacji orientacyjnej, odpowiada za ogrzewanie tylko tych substancji, których cząsteczki są dipolami, takie jak woda, metanol, dimetyloformamid, octan etylu, chloroform, chlorek metylenu, kwas octowy. Substancje nie posiadające dipolowych cząsteczek takie jak heksan, benzen, czy czterochlorek węgla praktycznie nie ogrzewają się pod wpływem promieniowania mikrofalowego.
Drugi mechanizm pochłaniania promieniowania mikrofalowego opiera się na przewodnictwie jonowym. Gdy w materiale znajdują się jony, zaczynają one przemieszczać się zgodnie z kierunkiem pola elektrycznego: dodatnie w jedną, a ujemne w przeciwną stronę. Zderzając się przy tym z innymi cząsteczkami, powodują rozpraszanie energii w materiale.
Ziemska atmosfera pochłania całkowicie promieniowanie mikrofalowe o częstotliwości powyżej 300 GHz.

## Zastosowania
Podstawowe zastosowania mikrofal to radar i łączność
- radary mikrofalowe od 300 MHz do setek GHz, w większości tych urządzeń, od 1 do kilkudziesięciu GHz: do wykrywania, namierzania, rozpoznania, identyfikacji (systemy IFF); w zastosowaniach militarnych i cywilnych, na lądzie, wodzie, w powietrzu i w przestrzeni kosmicznej
- naprowadzanie broni na cel
- radiozapalniki – w pociskach przeciwlotniczych i przeciwrakietowych
- militarne systemy rozpoznawcze, zwiad elektroniczny
- systemy walki elektronicznej
- radarowy pomiar prędkości
- radar antykolizyjny
- radar meteorologiczny
- radary geodezyjne – sporządzanie map powierzchni Ziemi i innych ciał niebieskich
- łączność radioliniowa punkt-punkt, również na większe odległości – z zastosowaniem wielu przęseł radiolinii
- łączność satelitarna do i z satelity na ziemię, w tym: łączność telefoniczna, faksowa, szeroko pojęta transmisja danych, radiodyfuzja satelitarna: telewizja i radiofonia
- łączność między satelitarna
- łączność z satelitami badawczymi, kosmicznymi sondami międzyplanetarnymi i do badania dalekiego kosmosu sondy: Viking, Pionier, Deep Space 1
- radioastronomia – badanie kosmosu w zakresie mikrofalowym przy pomocy radioteleskopów, np. badanie mikrofalowego promieniowania tła jest podstawą teorii tzw. Wielkiego Wybuchu
- kuchenka mikrofalowa do rozmrażania, podgrzewania i gotowania żywności
- suszenie mikrofalowe w przemyśle, osuszanie budynków
- pomiary wilgotności
- maser to urządzenie podobne do lasera, tyle że działa w zakresie mikrofalowym – jako wzorce częstotliwości i czasu
- telefony komórkowe: standardu GSM pracują w częstotliwościach 870–960 MHz, DCS 1710–1880 MHz oraz UMTS 2,1 GHz
- nawigacja: system globalnego pozycjonowania (GPS) wykorzystuje fale o częstotliwości L1 1575,42, L2 1267, L3 1173 MHz; inne systemy nawigacyjne: rosyjski GLONASS, europejski Galileo
- bezprzewodowe sieci komputerowe: (WLAN) jak np. IEEE 802.11 używają mikrofal w zakresie 2,4 GHz bądź 5 GHz (w przypadku 802.11a, 802.11n, 802.11ac); sieci WiMax
- łączność pomiędzy urządzeniami Bluetooth używają mikrofal w zakresie 2,4 GHz
- energetyka prowadzone są badania nad przekazywaniem energii elektrycznej przy pomocy mikrofal na duże odległości np. z orbity na ziemię
- reaktor mikrofalowy używany w chemii do przeprowadzania reakcji w warunkach napromieniowania mikrofalami

Większość zastosowań opiera się na zakresie fal od 1 do 40 GHz.

## Zakresy mikrofal
| Symbol pasma | Zakres częstotliwości |
| ------------ | --------------------- |
| P            | 0,23–1 GHz            |
| L            | 1–2 GHz               |
| S            | 2–4 GHz               |
| C            | 4–5,82 GHz            |
| J            | 5,82–8,2 GHz          |
| X            | 8,2–12 GHz            |
| Ku           | 12–18 GHz             |
| K            | 18–26 GHz             |
| Ka           | 26–40 GHz             |
| Q            | 33–50 GHz             |
| U            | 40–60 GHz             |
| V            | 50–75 GHz             |
| E            | 60–90 GHz             |
| W            | 75–110 GHz            |
| F            | 90–140 GHz            |
| D            | 110–170 GHz           |
| G            | 140–220 GHz           |
| Y            | 170–260 GHz           |
| Z            | 220–325 GHz           |

| Symbol pasma | Zakres częstotliwości |
| ------------ | --------------------- |
| A            | poniżej 250 MHz       |
| B            | 250–500 MHz           |
| C            | 500–1000 MHz          |
| D            | 1–2 GHz               |
| E            | 2–3 GHz               |
| F            | 3–4 GHz               |
| G            | 4–6 GHz               |
| H            | 6–8 GHz               |
| I            | 8–10 GHz              |
| J            | 10–20 GHz             |
| K            | 20–40 GHz             |
| L            | 40–60 GHz             |
| M            | 60–100 GHz            |
| N            | 100–200 GHz           |
| O            | 100–200 GHz           |

## Postacie
Postacie związane z badaniem i wykorzystywaniem mikrofal: Michael Faraday, James Maxwell, Heinrich Hertz, Guglielmo Marconi, Samuel Morse, Lord Kelvin, Oliver Heaviside, John William Strutt, Oliver Lodge.